# Резолюция Совета Безопасности ООН 1994
Резолюция Совета Безопасности ООН 1994 была принята 30 июня 2011 года, после рассмотрения доклада Генерального секретаря Пан Ги Муна о Зоне Сил Организации Объединённых Наций по наблюдению за разъединением (СООННР). Совет продлил их мандат ещё на шесть месяцев до 31 декабря 2011 года.
СООННР была создана в 1974 году после принятия резолюции 350 для наблюдения за прекращением огня между Израилем и Сирией.

## Подробности
Совет Безопасности призвал к выполнению резолюции 338 (1973), которая требовала проведения переговоров между сторонами по мирному урегулированию ситуации на Ближнем Востоке. Он призвал все стороны уважать соглашение о прекращении огня 1974 года, которое оказалось под «угрозой» из-за недавнего насилия. Тем временем члены Совета приветствовали усилия СООННР по осуществлению политики абсолютной нетерпимости Генерального секретаря к сексуальной эксплуатации и насилию.
Наконец, Генеральному секретарю было предложено до истечения срока действия мандата СООННР сообщить о мерах по выполнению резолюции 338 и развитии ситуации. В докладе Генерального секретаря, представленном в соответствии с предыдущей резолюцией по СООННР, указано, что ситуация на Ближнем Востоке продолжает оставаться напряженной до тех пор, пока не будет достигнуто урегулирование, при этом Генеральный секретарь призывает возобновить мирные переговоры, которые были прерваны в декабре 2008 года.

## Голосование
Резолюция была единогласно принята 15 голосами «за».
В ходе обсуждений Франция, Германия, Великобритания и США выразили обеспокоенность тем, что недавнее насилие вдоль границы Израиля с Сирией было спровоцировано правительством Сирии в попытке отвлечь внимание от внутреннего восстания как части арабской весны. Однако Россия и Китай заявили, что эти вопросы не должны быть взаимосвязаны и не находятся в повестке дня Совета.